# La Sainte Famille avec saint Jean-Baptiste (Raphaël)
Pour les articles homonymes, voir La Sainte Famille avec saint Jean-Baptiste.
La Sainte Famille avec saint Jean Baptiste  est une peinture à l'huile sur bois (154,5 × 114 cm), du peintre Raphaël et de son atelier, conservée au Kunsthistorisches Museum de Vienne. 

## Histoire
L'œuvre est attribuée avec réserves à Raphaël car il est probable que la plupart de la composition a été exécutée par son atelier et ses assistants.

## Thème
Conformément à l'iconographie chrétienne de la Sainte Famille, le tableau représente Marie et  l'Enfant Jésus accompagnée de Joseph, et du petit saint Jean.

## Description
La composition est de structure pyramidale avec saint Joseph au sommet, la Vierge à l'Enfant et le petit saint Jean terminant la composition, vers le bas, Marie, dans ses traditionnels habits rouge et bleu, orientée vers la gauche, agenouillée, soutient l'Enfant Jésus, nu, qui regarde en tendant son bras droit vers le petit saint Jean. 
En haut du tableau en position centrale, saint Joseph se penche en avant en prenant de sa main droite le petit saint Jean (en bas à gauche) par le bras gauche comme pour le retenir ou le tirer de sa position agenouillée. 
Au sol, à gauche au pied du petit saint Jean vêtu de sa traditionnelle peau d'animal et qui regarde l'Enfant Jésus, son roseau à croix posé sur le sol, un chardonneret à proximité.
Au-dessus d'eux sur la droite figurent des feuilles de palmier signes du martyre à venir. dessous se distingue la tête de l'âne.
Sur le côté gauche en arrière-plan figure un panorama verdoyant de quelques collines, d'arbres avec une clairière ou un cours d'eau se perdant au loin dans un ciel clair devenant en remontant la peinture progressivement brun et nuageux.
Tous les personnages saints, portent une auréole limitée à une ellipse dorée fine, très discrète sur la tête de Jésus.
La présence de l'âne incite à penser que le sujet est celui de la rencontre de petit saint Jean avec la Sainte Famille de retour de l'épisode dit « de la fuite en Égypte », également traité dans La Madonna del Passeggio.